# Paranthus ignotus
Paranthus ignotus is een zeeanemonensoort uit de familie Actinostolidae.
Paranthus ignotus is voor het eerst wetenschappelijk beschreven door McMurrich in 1904.